# Артёменко, Александр Иванович
Александр Иванович Артёменко (16.05.1935-23.11.2023) — российский учёный, профессор, заслуженный химик Российской Федерации.

## Биография
Родился в селе Новокиевский Увал Амурской области. Там окончил 3 класса начальной школы. Потом переехал с родителями сначала в Благовещенск, а затем в Курскую область в одно из сёл, где окончил семилетнюю школу. Потом переехал с родителями в пос. Касторное и там уже получил среднее образование.
В 1958 году окончил химический факультет Харьковского университета. По распределению работал начальником смены на Рубежанском химическом комбинате (Ворошиловградская область).
С 1960 года аспирант Харьковского университета. Прошёл годичную стажировку в Институте органической химии и биохимии Академии наук Чехословакии под руководством профессора И. Горачека.
Защитил кандидатскую диссертацию 6 марта 1964 года:
- Синтез и исследование фурановых аналогов халкона и их винилогов: диссертация … кандидата химических наук : 02.00.00. — Харьков, 1963. — 183 с. : ил.

Был направлен на работу в Ужгородский университет.
С 1965 года старший преподаватель, доцент кафедры общей химии Харьковского медицинского института.
С августа 1968 года доцент кафедры химии Белгородского филиала Всесоюзного заочного политехнического института, которая в 1970 году преобразовалась в кафедру общей химии Белгородского технологического института строительных материалов.
С 1972 по 1993 год заведующий кафедрой органической и аналитической химии. С 1993 по 2012 год профессор кафедры. С 2012 года на пенсии.
Заслуженный химик РФ (15.04.1998), заслуженный работник высшей школы РФ (23.09.2005), награждён нагрудными знаками «Почётный работник высшего профессионального образования РФ», «Изобретатель СССР», медалью «Ветеран труда».
Умер в Белгороде 23.11.2023.

## Работы
- Органическая химия : [учебник для строительных специальностей вузов] / А. И. Артеменко. — Москва : Высшая школа, 1980. — 440 с. : ил.; 22 см.
- Органическая химия : [Учеб. для строит. спец. вузов] / А. И. Артеменко. — 2-е изд., перераб. и доп. — Москва : Высш. шк., 1987. — 429,[1] с. : ил.; 22 см.
- Органическая химия : [Учеб. для строит. спец. вузов] / А. И. Артеменко. — 3-е изд., перераб. и доп. — Москва : Высш. шк., 1994. — 559,[1] с. : ил.; 21 см; ISBN 5-06-002591-8
- Органическая химия : Теорет. основы : Углубл. курс : Учеб. для общеобразоват. учреждений с углубл. изучением предмета / А. И. Артеменко. — Москва : Просвещение, 1997. — 383,[1] с. : ил.; 22 см; ISBN 5-09-007180-2
- Органическая химия : [Учеб. для сред. спец. учеб. заведений] / А. И. Артеменко. — Москва : Высш. шк., 1998. — 543,[1] с. : ил.; 21 см; ISBN 5-06-003077-6
- Органическая химия : Учеб. для сред. специал. учеб. заведений / А.И. Артеменко. — 2. изд., испр. — Москва : Высш. шк., 2000. — 535, [1] с. : ил.; 21 см; ISBN 5-06-003800-9
- Органическая химия : Учеб. для студентов строит. специальностей вузов / А. И. Артеменко. — 5. изд., испр. — Москва : Высш. шк., 2002. — 558, [1] с. : ил.; 22 см; ISBN 5-06-003834-3
- Органическая химия : Учеб. пособие для студентов нехим. специальностей вузов / А. И. Артеменко. — Москва : Высш. шк., 2003. — 604, [1] с. : ил., табл.; 21 см; ISBN 5-06-004031-3
- Применение органических соединений : учебное пособие / Артеменко А. И. — 2-е изд., стер. — Москва : Дрофа, 2006 (Домодедово (Моск. обл.) : Домодедовская тип.). — 96 с.; 20 см. — (Темы школьного курса).; ISBN 5-358-01526-4
- Удивительный мир органической химии / А. И. Артеменко. — 3-е изд., стер. — Москва : Дрофа, 2007. — 255, [1] с. : ил., цв. ил., портр.; 22 см. — (Познавательно! Занимательно!).; ISBN 978-5-358-02613-1
- Основы теории органической химии / А.И. Артеменко. — Москва : ВЛАДОС, 2001. — 156, [1] с. : ил., табл.; 22 см. — (Библиотека учителя химии).; ISBN 5-691-00484-0
- Органическая химия : Теорет. основы : Углубл. курс : Учеб. для общеобразоват. учреждений с углубл. изуч. предмета / А.И. Артеменко. — 2. изд. — Москва : Просвещение, 2001. — 383, [1] с. : ил., табл.; 22 см; ISBN 5-09-010281-3
- Органическая химия. 10-11 класс : учебник для 10-11 классов общеобразовательной школы / А. И. Артеменко. — 2-е изд., перераб. — Минск : Народная асвета, 1997. — 255, [1] с. : ил., портр., табл., цв. ил.; 22 см; ISBN 985-03-0587-8 : 145000 экз.
- Органическая химия и человек : Теорет. основы. Углубл. курс : Учеб. для общеобразоват. учреждений с углубл. изучением предмета / А.И. Артеменко. — Москва : Просвещение, 2000. — 78, [1] с. : ил.; 21 см; ISBN 5-09-008953-1
- Органическая химия для нехимических направлений подготовки [Текст] : учебное пособие / А. И. Артеменко. — 3-е изд., испр. — Санкт-Петербург [и др.] : Лань, 2013. — 605 с. : ил., табл.; 21 см. — (Учебники для вузов. Специальная литература).; ISBN 978-5-8114-1620-2
- Справочное руководство по химии / А. И. Артеменко, И. В. Тикунова, В. А. Малеванный. — 2. изд., перераб. и доп. — Москва : Высш. шк., 2002. — 366, [1] с. : ил., табл.; 21 см; ISBN 5-06-004098-4
- Справочное руководство по химии : (Для студентов нехим. спец.) / А. И. Артеменко, В. А. Малеванный, И. В. Тикунова. — Москва : Высш. шк., 1990. — 303,[1] с. : ил.; 22 см; ISBN 5-06-000672-7
- Практикум по органической химии : [Учеб. пособие для строит. спец. вузов] / А. И. Артеменко, И. В. Тикунова, Е. К. Ануфриев. — 2-е изд., перераб. и доп. — Москва : Высш. шк., 1991. — 174,[1] с. : ил.; 21 см; ISBN 5-06-001742-7
- Практикум по органической химии : [Учеб. пособие для строит. спец. вузов] / А. И. Артеменко, И. В. Тикунова, Е. К. Ануфриев. — Москва : Высш. шк., 1983. — 208 с. : ил.; 20 см.
- Химия : крат. справ. / И. В. Тикунова, А. И. Артеменко. — Москва : Высш. шк., 2004. — 380, [1] с. : ил., табл.; 22 см; ISBN 5-06-004614-1
- Справочник молодого лаборанта-химика / И. В. Тикунова, А. И. Артеменко, В. А. Малеванный. — Москва : Высш. шк., 1985. — 247 с. : ил.; 21 см.